# Spoorzoekertje
Spoorzoekertje of speurtocht is een veel gespeeld kinderspelletje dat in diverse vormen voorkomt. Een speurtocht wordt ook soms voor volwassenen uitgezet.
De essentie is dat iemand een spoor uitzet, en dat aan het eind een beloning wacht. Het spoor kan uitgezet worden met steentjes, takken, ballonnen, doeken, papiertjes aan bomen, krijtpijlen op de grond of andere kentekenen. Ook kan een duidelijke routebeschrijving op papier worden gezet. Deze kan ook per e-mail naar de spoorzoekers worden gestuurd, zodat ze deze op hun telefoon kunnen lezen. De duidelijkheid van de tekens dient afgestemd te worden op de leeftijd van de kinderen.  Bij het uitzetten van het spoor kunnen ook diverse opdrachten worden bedacht die door de spoorzoekers dienen te worden uitgevoerd. Bijvoorbeeld: "Noem drie bomen die te zien zijn op deze plek"(op een plek waar veel bomen staan) of "Leg dit deel van het parcours hardlopend of hinkend af". Voor deze opdrachten kunnen ook op diverse plekken op de route attributen worden achtergelaten, zoals een springtouw of een bal. 
Voor oudere kinderen kan een meer of minder cryptische beschrijving op papier gebruikt worden. 
De beloning kan bestaan uit een liedje gezongen door een van de ouders die zich verstopt heeft waarbij deze ouder dan ook nog moet worden gevonden. Er kan op de eindbestemming ook een "schat" worden verstopt, bv. een zak snoep, die gevonden moet worden. Hierbij kan degene die de speurtocht heeft uitgezet, aanwijzingen geven over de verstopplek. Deze "schat" is dan de beloning. Ook de beloning zal leeftijdsafhankelijk zijn. 
Voor volwassenen kan een speurtocht worden uitgezet waarbij de spoorzoekers onderweg vragen moeten beantwoordem over zaken waar de route langs gaat. In dat geval is de winnaar van de speurtocht degene die de meeste vragen goed heeft beantwoord aan het eind van de tocht. Deze krijgt dan een beloning. 
Een spectaculaire variant is de "spooktocht", een speurtocht waarbij onderweg diverse mensen verstopt zitten die dan plotseling en met veel lawaai opduiken, bedoeld om de spoorzoekers te laten schrikken. Deze variant is vooral spectaculair als deze in het donker wordt gedaan, waarbij de spoorzoekers een zaklamp dienen mee te nemen. 